# Clairinsh
Clairinsh är en obebodd ö i Loch Lomond, Stirling, Skottland. Ön är belägen 1 km från Balmaha.